# Jennifer Ellison
Jennifer Lesley Ellison, född 30 maj 1983 i Liverpool, är en brittisk skådespelare, fotomodell, dansare och sångare. Hon har varit med som balettflicka i The Phantom Of The Opera 2004.

## Dans
Ellison studerade dans från tre års ålder, först vid en dansskola i Liverpool, och senare vid Elizabeth Hill School of Dancing i St. Helens. Hon har examen från Royal Academy of Dance och medverkade på en instruktionsvideo för akademin. Hon har också examen från International Dance Teachers Association (IDTA) och vann balett- och modern dans-titlar vid IDTA Theatre Dance Championships 1996 och 1997 och tilldelades dessutom Carl Alan Award för balett 1998. Hon provdansade framgångsrikt för Royal Ballet Lower School. Hon lämnade dock dansen för att fortsätta som skådespelare.

## Diskografi
Singlar (solo)
- 2003 – "Baby I Don't Care" (UK #6)
- 2004 – "Bye Bye Boy" (UK #13)

Samarbeten
- 2009 – "The Spirit Of Man 2009" (Jeff Wayne, Jennifer Ellison & Shannon Noll) (promo)